# Upplands runinskrifter NOR1994;26A
Upplands runinskrifter NOR1994;26A är ett vikingatida bleck eller amulett av brons funnen i Alsnö hus, Adelsö socken och Ekerö kommun. Ristningen är möjligen en nonsensinskrift eller avsedd för magiska egenskaper. Blecket är 60 gånger 14 millimeter stort och hittades tre meter från U 11. Det förvaras på SHM.

## Inskriften
Translitterering av runraden:
§A : iii ÷ ?sk ÷ isi?n ¶ t͡h?o???? 
§B ?k?o?þto(u)f??? ¶ t?????(f)?
Normalisering till fornvästnordiska:
§A ... ... ... ... 
§B ... ...